# Lynchages de l'épicerie populaire
Les lynchages de l'épicerie populaire ont lieu le 9 mars 1892 à Memphis, Tennessee, lorsque le propriétaire noir d'une épicerie, Thomas Moss, et deux de ses employés, Will Stewart et Calvin McDowell, sont lynchés par une foule blanche alors qu'ils sont en garde à vue. Les lynchages ont lieu à la suite d'une bagarre entre Blancs et Noirs et de deux altercations par balles au cours desquelles deux policiers blancs sont blessés.
Le magasin est situé juste à l'extérieur de Memphis dans un quartier appelé Curve. Ouverte en 1889, l'épicerie populaire est une entreprise coopérative détenue par 11 Afro-Américains éminents, dont le facteur Thomas Moss, un ami d'Ida B. Wells.

## Chronologie menant au lynchage

### Du 2 au 4 mars 1892
Dans les années 1890, la tension raciale croît dans le quartier de Curve et s'installe entre Thomas Moss, un épicier noir, et William Barrett, un épicier blanc,. Avant que l'entreprise de Moss s'installe, l'épicerie de Barrett détient un quasi-monopole commercial, malgré sa mauvaise réputation dans le quartier,.
Le mercredi 2 mars 1892, les ennuis commencent lorsqu'un jeune garçon noir, Armor Harris, et un jeune garçon blanc, Cornelius Hurst, se disputent à propos d'un jeu de billes devant l'épicerie de Thomas Moss. Lorsque le père du garçon blanc intervient et se met à battre le garçon noir, les deux employés de l'épicerie populaire (Will Stewart et Calvin McDowell) viennent le défendre. D'autres Noirs et Blancs se joignent à la bagarre et, à un moment donné, William Barrett est matraqué. Il identifie Will Stewart comme son agresseur,.
Le jeudi 3 mars, Barrett retourne à l'épicerie populaire avec un policier et ils sont reçus par Calvin McDowell. Ce dernier leur dit que personne, dans le magasin, ne correspond à la description de Stewart. Énervé, Barrett frappe McDowell avec son revolver et le renverse, laissant tomber l'arme dans la bousculade. McDowell la ramasse et tire sur Barrett, mais le rate. McDowell est arrêté mais libéré sous caution le 4 mars. Des mandats d'arrêt sont émis pour Will Stewart et Armor Harris.
Les mandats d'arrêt rendent furieux les résidents noirs du quartier qui convoquent une réunion au cours de laquelle ils jurent de nettoyer les « maudites poubelles blanches » du quartier. Barrett rapporte ces propos aux autorités comme preuve d'un complot des Noirs contre les Blancs.

### Le 5 mars 1892
Le samedi 5 mars, le journal Appeal-Avalanche écrit que le juge Julius DuBose, un ancien soldat confédéré, jure de former un groupe pour se débarrasser des voyous du quartier de Curve. Ce même jour, John Mosby, un peintre noir, est mortellement abattu après une altercation avec un commis dans une autre épicerie blanche du quartier ;  l'Appeal-Avalanche rapporte que Mosby a insulté le vendeur après s'être vu refuser un crédit pour un achat. Vendeur qui répond par des coups. Mosby revient ce soir-là dans l'épicerie et frappe le vendeur à coups de bâton. Ce dernier lui tire dessus et le tue,.
À la suite de la menace de DuBose et de la fusillade de Mosby, les hommes de l'épicerie populaire redoutent de plus en plus d'être attaqués. Ils consultent un avocat qui leur dit qu'étant installés à l'extérieur de la ville, ils ne peuvent pas compter sur la protection de la police et doivent se préparer à se défendre.
Le soir du 5 mars, six hommes blancs armés, dont un shérif du comté et des civils récemment suppléés comme adjoints, se dirigent vers l'épicerie du peuple. La presse affirme que leur but est d'enquêter sur Will Stewart et de l'arrêter s'il est là. Dans un récit écrit par cinq ministres noirs dans l'Appel de Saint-Paul, les hommes auraient eu d'autres intentions, car ils se rendent d'abord chez William Barrett, puis se séparent et se postent subrepticement aux entrées avant et arrière de l'épicerie populaire. Les hommes à l'intérieur, qui anticipent une attaque de la foule, se voient encerclés d'hommes blancs, sans savoir que ce sont des officiers de justice.
Lorsque les Blancs entrent dans le magasin, ils essuient des tirs d'armes à feu et plusieurs sont touchés ; McDowell est capturé sur les lieux et identifié comme un agresseur. Le facteur noir Nat Trigg est saisi par l'adjoint Charley Cole mais Trigg tire sur Cole au visage et réussit à s'échapper. Les Blancs blessés se replient dans le magasin de Barrett et d'autres adjoints Blancs sont envoyés à l'épicerie où ils arrêtent treize Noirs et saisissent une cache d'armes et de munitions.
Les rapports dans les journaux blancs décrivent la fusillade comme une embuscade organisée de sang-froid par les Noirs et, bien qu'aucun des adjoints ne soit mort, ils prédisent que les blessures de Cole et Bob Harold, seront fatales. Les cinq ministres noirs déclarent dans le St.Paul Appeal que dès que les hommes noirs réalisent que les intrus sont des officiers de justice, ils laissent tomber leurs armes et se laissent arrêter, convaincus qu'ils seront en mesure d'expliquer leur cas devant le tribunal.

### Du 6 au 8 mars 1892
Le dimanche 6 mars, des centaines de civils blancs assermentés se déploient autour de l'épicerie afin de mener une enquête, maison par maison, pour identifier des Noirs impliqués dans le supposé complot. Ils arrêtent une quarantaine de personnes noires, dont Armor Harris et sa mère, Nat Trigg, et Tommie Moss. Un journal noir affirme que Moss s'occupait de ses livres à l'arrière du magasin le soir de la fusillade et n'a pas pu voir ce qui s'est passé lorsque les blancs sont arrivés. Lorsqu'il entend des coups de feu, il quitte les lieux. Aux yeux de nombreux Blancs cependant, la position de Moss, qui est à la fois facteur et président de la coopérative, fait de lui un meneur de la conspiration. La presse blanche relate qu'il a eu une attitude insolente lors de son arrestation.
À la nouvelle de cette arrestation, des Blancs armés se rassemblent autour de la prison du comté de Shelby. Des membres de la milice noire des Tennessee Rifles se postent à l'extérieur de la prison pour empêcher un lynchage. Le lundi 7 mars, la femme enceinte de Tommie, Betty Moss, arrive en prison avec de la nourriture pour son mari, mais est refoulée par le juge DuBose qui lui dit de revenir trois jours plus tard. Le mardi 8 mars, les avocats de plusieurs des hommes noirs arrêtés déposent des habeas corpus mais DuBose les rejette.
Lorsque la nouvelle se répand que les deux adjoints sont seulement blessés, les tensions à l'extérieur de la prison semblent s'apaiser et les Tennessee Rifles pensent qu'il n'est plus nécessaire de garder ses alentours. D'autant que cette prison est considérée comme imprenable. Mais, comme l'écrit rétrospectivement Ida B. Wells,[Où ?] la nouvelle que les adjoints vont survivre est en fait un catalyseur de la violence car les Noirs arrêtés ne peuvent plus être légalement exécutés.

## Le lynchage, 9 mars 1892

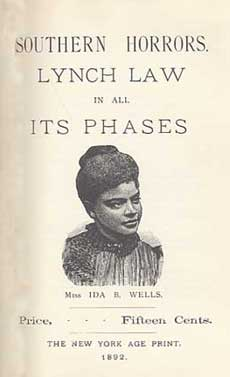
Couverture de Southern Horrors: Lynch Law dans toutes ses phases d'Ida B. Wells.

Le mercredi 9 mars, vers 14h30, 75 hommes portant des masques noirs encerclent la prison du comté de Shelby et 9 y entrent. Ils traînent Tommie Moss, Will Stewart et Calvin McDowell hors de leurs cellules et les amènent dans une gare de triage de Chesapeake and Ohio Railway à un kilomètre et demi de Memphis. Ce qui suit est décrit dans la presse en détail, si bien qu'il semble clair que des journalistes sont appelés à l'avance pour assister au lynchage.
À la gare de triage, McDowell parvient à subtiliser un fusil de chasse à l'un de ses ravisseurs. Mais la foule le récupère et des hommes tirent sur les doigts et les mains de McDowel « centimètre par centimètre » jusqu'à ce ceux-ci soient mis en pièces. Reproduisant les blessures que les adjoints supplétifs blancs ont subi, ils tirent quatre balles dans le visage de McDowell. Son œil gauche est arraché. Sa mâchoire est arrachée par des chevrotines. L'Appeal-Avalanche ajoute que ses blessures sont un écho à sa « nature vicieuse et inflexible ».
Will Stewart est décrit comme le plus stoïque des trois. Il est abattu sur le côté droit du cou avec un fusil de chasse et avec un pistolet dans le cou et l'œil gauche. Moss reçoit une balle dans le cou ; ses derniers mots, rapportés dans les journaux, sont : « Dites à mon peuple d'aller vers l'Ouest, il n'y a pas de justice pour eux ici »,.

## Conséquences
Les meurtres entrainent une augmentation des troubles parmi la population noire, ainsi que des rumeurs selon lesquelles les Noirs prévoient de se rencontrer à l'épicerie du peuple afin de se venger des Blancs. Le juge DuBose ordonne au shérif de prendre possession des épées et des fusils appartenant aux Tennessee Rifles et d'envoyer une centaine d'hommes à l'épicerie du peuple. Des gangs d'hommes blancs armés se précipitent dans le quartier et commencent à tirer sauvagement sur tous les groupes de Noirs qu'ils rencontrent, puis pillent l'épicerie. Par la suite, l'épicerie est vendue pour un huitième de son coût à William Barrett.
Le lynchage fait la une du New York Times le 10 mars, contredisant l'image du Nouveau Sud que Memphis tente de promouvoir. Le lynchage déclenche l'indignation nationale, et l'éditorial d'Ida B. Wells reprend les dernières paroles de Moss, qui encouragent les Noirs à quitter la ville et se diriger vers l'Ouest. Cela déclenche un mouvement d'émigration qui voit environ 6 000 Noirs quitter Memphis pour les Territoires de l'Ouest. Lors d'une réunion d'un millier de personnes à l'église Bethel AME à Chicago, en réponse à ce lynchage ainsi qu'à deux lynchages antérieurs (Ed Coy à Texarkana, Arkansas, et une femme à Rayville, Louisiane), le Révérend W. Gaines appelle la foule à chanter l'hymne national de facto de l'époque, My Country, 'Tis of Thee. Les participants refusent en signe de protestation, et c'est la chanson John Brown's Body qui est chantée à sa place,. La violence généralisée et en particulier le meurtre de ses amis pousse Ida B. Wells à rechercher et à documenter les lynchages et leurs causes. Elle débute le journalisme d'investigation en examinant les accusations portées pour les meurtres, ce qui lance officiellement sa campagne anti-lynchage.

## Hommage
Thomas Moss est enterré au Zion Christian Cemetery à South Memphis. The Lynching Sites Project of Memphis documente les personnes ayant subi des lynchages et les lieux où ils se sont déroulés, ainsi que des articles de presse de l'époque. Une plaque commémore l'évènement et une célébration a été organisée pour le 125e anniversaire de celui-ci.